# Wood (Dakota du Sud)
Pour les articles homonymes, voir Wood.
Wood est une municipalité américaine située dans le comté de Mellette, dans l'État du Dakota du Sud.
Selon le recensement de 2010, Wood compte 62 habitants. La municipalité s'étend sur 0,25 milles carrés (0,65 km2).
La localité doit son nom à A. K. Wood, qui la fonda en 1910.

## Démographie
| 1930 | 1940 | 1950 | 1960 | 1970 | 1980 |
| ---- | ---- | ---- | ---- | ---- | ---- |
| 257  | 414  | 260  | 267  | 132  | 134  |

| 1990 | 2000 | 2010 | - | - | - |
| ---- | ---- | ---- | - | - | - |
| 73   | 66   | 62   | - | - | - |